# Reiat
Der Reiat ist eine Region im Nordosten des zentralen Teils des Schweizer Kantons Schaffhausen.

## Geografie
Der Reiat im eigentlichen Sinn nimmt die nordöstlich der Stadt Schaffhausen liegende Hochebene und das anschliessende, gegen die Biber orientierte Hügelland ein. Im historisch engeren Sinne gehören die Gemeinden und Ortschaften Altdorf SH, Bibern SH, Büttenhardt, Herblingen, Hofen SH, Lohn SH, Opfertshofen und Stetten SH zum Reiat. In jüngerer Zeit werden und wurden je nach dem auch der Hauptort Thayngen sowie die Dörfer Bargen SH, Barzheim, Dörflingen, Hemmental, Merishausen und die deutsche Exklave Büsingen am Hochrhein zum Reiat gezählt.
Der bis 1999 bestehende Bezirk Reiat umfasste (in den Grenzen von 1929) Altdorf, Bibern, Büttenhardt, Hofen, Lohn, Opfertshofen, Stetten und Thayngen. Zum Wahlkreis Reiat gehören heute die Gemeinden Bargen, Büttenhardt, Lohn, Merishausen, Stetten und Thayngen; bis zur jeweiligen Eingemeindung in die Stadt Schaffhausen gehörten auch Herblingen (bis Ende 1963) und Hemmental (bis Ende 2008) dazu.
Durch den Reiat fliessen die Biber und die Fulach.

## Geschichte
Der Flurname Reiat (auch Raigen, Reygat oder Reiett) wurde ursprünglich für ein Gebiet bei Büttenhardt bezeichnet (hinterstes Hinteres Freudental/Reiathöfe) und ab dem 15. Jahrhundert allmählich als Landschaftsbezeichnung für das gesamte Gebiet verwendet. Der Reiat war ursprünglich Eigentum der Grafen von Tengen und wurde 1465 an das Haus Österreich verkauft. 1529 erwarb die Stadt Schaffhausen vom Kloster Paradies die niedere Gerichtsbarkeit über den Reiat und erst 1723 ging die Hohe Gerichtsbarkeit kaufweise an Schaffhausen. Der Reiat war bis 1798 eine Schaffhauser Obervogtei mit Sitz im Schloss Thayngen, danach ein helvetischer Distrikt und ab 1803 ein Bezirk, der bis 1999 existierte. Bis heute besteht ein – etwas anders definierter – Wahlkreis Reiat.

## Geologie
Der hügelige Teil des Reiats ist der Ostteil einer Weissjura-Schichtstufe und ist Bestandteil der sich zwischen Basel und Coburg erstreckenden Tafeljura-Landschaft und somit Element des sogenannten Südwestdeutschen Schichtstufenlandes. Die Schichtstufe setzt sich über das grosse Nord-Süd-Tal der Durach (Merishausener Tal), das den Reiat teilweise abgrenzt, nach Westen fort, wo der Randen den Westteil der Schichtstufe markiert. Höchste Erhöhung des Reiats ist der Bol in Baden-Württemberg mit 786 m ü. M., rund 100 m östlich der Schweizer Grenze bei Wiechs am Randen. Die Ortschaften Stetten, Büttenhardt, Lohn und Opfertshofen befinden sich dabei auf der Hochebene des Reiats und werden auch als oberer Reiat bezeichnet.
Der Reiat ist sehr wasserarm und steinig, dafür finden sich Tonlagerstätten, die durch die Ziegelei in Lohn ausgebeutet werden.

## Wirtschaft

### Tourismus
Die bekannteste Sehenswürdigkeit ist die westlich von Thayngen gelegene prähistorische Wohnhöhle Kesslerloch.
Der Reiatweg ist der nördlichste Rundwanderweg der Schweiz. Der Biber-Erlebnisweg führt im Gemeindegebiet von Thayngen an der Biber entlang und informiert über das gleichnamige Nagetier.

### Reiatwein
Der Weinbau hat im Reiat eine lange Tradition. Hier werden unter anderem heute noch immer die Stickelreben angebaut. Dies bezeichnet die Einzelanbauweise mit Holzpflöcken, was sehr arbeitsintensiv ist. Auf dem sonnenverwöhnten und steilen Abhängen in Thayngen wächst auf Weissjurakalkboden der Blauburgunder aus dem der Thaynger Reiatwein gekeltert wird. Die Weinanbaugebiete im Reiat zählen zum Schaffhauser Blauburgunderland.